# Torneo Conde de Godó 2018
El Torneo Conde de Godó 2018 fue un evento de tenis ATP World Tour 500. Se disputó en Barcelona (España), en el complejo Real Club de Tenis Barcelona y en pistas de polvo de ladrillo al aire libre, siendo parte de un conjunto de eventos que hacen de antesala a Roland Garros 2018, entre el 23 y el 29 de abril de 2018 en los cuadros principales masculinos.

## Distribución de puntos
| Evento               | Campeón | Finalista | Semifinal | Cuartos de final | 3ª ronda | 2ª ronda | 1ª ronda | Clasificados | 2ª ronda de clasificación | 1ª ronda de clasificación |
| Individual masculino | 500     | 300       | 180       | 90               | 45       | 20       | 0        | 10           | 4                         | 0                         |
| Dobles masculino     | 500     | 300       | 180       | 90               | 0        | —        | —        | 45           | 25                        | 0                         |

## Cabezas de serie

### Individuales masculino
| Tenista           | Ranking | Preclasificado |
| Rafael Nadal      | 1       | 1              |
| Grigor Dimitrov   | 5       | 2              |
| Dominic Thiem     | 7       | 3              |
| David Goffin      | 10      | 4              |
| Pablo Carreño     | 12      | 5              |
| Novak Djokovic    | 13      | 6              |
| Diego Schwartzman | 15      | 7              |
| Roberto Bautista  | 16      | 8              |
| Hyeon Chung       | 19      | 9              |
| Albert Ramos      | 23      | 10             |
| Adrian Mannarino  | 25      | 11             |
| Feliciano López   | 30      | 12             |
| Andréi Rubliov    | 33      | 13             |
| Kei Nishikori     | 36      | 14             |
| Fernando Verdasco | 37      | 15             |
| Karen Jachánov    | 38      | 16             |

- Ranking del 16 de abril de 2018.[2]

### Dobles masculino
| Tenista                   | Ranking | Preclasificado |
| Łukasz Kubot Marcelo Melo | 2       | 1              |
| Henri Kontinen John Peers | 7       | 2              |
| Oliver Marach Mate Pavić  | 11      | 3              |
| Bob Bryan Mike Bryan      | 14      | 4              |

## Campeones

### Individual masculino
Rafael Nadal venció a  Stefanos Tsitsipas por 6-2, 6-1

### Dobles masculino
Feliciano López /  Marc López vencieron a  Aisam-ul-Haq Qureshi /  Jean-Julien Rojer por 7-6(7-5), 6-4